# 杨秀荣
杨秀荣（1946年4月17日—），中国化学家。

## 生平
生于北京。1968年毕业于中国科学技术大学近代化学系，1991年在瑞典隆德大学化学系获博士学位。1974年至1985年为中国科学技术大学助教、讲师。1992年至1993年为美国新奥尔良大学博士后，1993年至1995年为美国夏威夷大学博士后，1995年至1997年为香港科技大学访问助教授。1997年8月至今，任中国科学院长春应用化学研究所研究员。现任中国科学院长春化学应用研究所研究员，电分析化学国家重点实验室主任，中国科学技术大学兼职教授。2013年当选为中国科学院院士。